# Востроилов, Александр Викторович
Александр Викторович Востроилов (род. 24 сентября 1958, село Ямное, Воронежская область) — профессор, доктор сельскохозяйственных наук; ректор Воронежского аграрного университета (2005—2010).

## Биография
В 1976 году окончил Яменскую среднюю школу, в 1981 с отличием — зоотехническое отделение Воронежского сельскохозяйственного института. Служил в Советской армии.
С 1982 года работал зоотехником-селекционером колхоза «Путь к коммунизму» Рамонского района.
С 1984 года преподаёт на зооинженерном факультете Воронежского сельскохозяйственного института (с 1991 — аграрный университет): ассистент, старший преподаватель, доцент, заведующий кафедрой. Одновременно в 1994—2000 годах — декан факультета технологии животноводства и товароведения, в 2000—2005 — проректор по учебной работе.
В 2005—2010 годах — ректор Воронежского государственного аграрного университета, в последующем — заведующий кафедрой частной зоотехнии.
Академик Международной академии аграрного образования (2005).
В сентябре 2015 года избран депутатом Совета народных депутатов муниципального образования «Яменское сельское поселение» пятого созыва (Рамонский район). Член Общественного совета при управлении ветеринарии Воронежской области.

## Научная деятельность
В 1990 году защитил кандидатскую («Рост и мясные качества потомков симментал-голштинских быков-производителей»), в 1998 — докторскую диссертацию («Направления совершенствования симментальского скота в Центрально-Чернозёмной зоне»). Профессор (1999).
Автор более 130 научных и учебно-методических работ.
Подготовил 15 кандидатов наук.

### Избранные труды
- Алифанов В. В., Востроилов А. В., Котарев В. И. Разведение сельскохозяйственных животных : учеб. пособие для студентов вузов по специальности 310700 «Зоотехния». — Воронеж : ФГОУ ВПО «Воронеж. гос. аграр. ун-т им. К. Д. Глинки», 2005. — 260 с. — 400 экз. — ISBN 5-7267-0408-8
- Алифанов В. В., Котарев В. И., Востроилов А. В. Практикум по разведению сельскохозяйственных животных : Учеб. пособие для вузов по специальности 310700 «Зоотехния». — Воронеж : ВГАУ, 2001. — 239 с. — 500 экз. — ISBN 5-7267-0267-0
- Востроилов А. В. Направления совершенствования симментальского скота в Центрально-Чернозёмной зоне : Автореф. дис. … д-ра с.-х. наук. — пос. Дубровицы (Моск. обл.), 1998. — 47 с.
- Востроилов А. В., Семенова И. Н. Практикум по животноводству : учеб. пособие для студентов высших учеб. заведений. — СПб. : ГИОРД, 2011. — 365 с. — 500 экз. — ISBN 978-5-98879-128-7
- Востроилов А. В., Семенова И. Н., Полянский К. К. Основы переработки молока и экспертиза качества молочных продуктов : учеб. пособие для студентов высших аграрных учеб. заведений. — СПб.: ГИОРД, 2009. — 575 с. — 220 экз. — ISBN 978-5-7267-0504-0
  -  — СПб.: ГИОРД, 2010. — 505 с. — 1000 экз. — ISBN 978-5-98879-127-0